# بوزان (دازقری)
بوزان (به ترکی استانبولی: Bozan) یک منطقهٔ مسکونی در ترکیه است که در دازقری واقع شده‌است. جمعیت این منطقه در سرشماری سال ۲۰۲۱ میلادی ۴۲۰ نفر اعلام شده است.